# Szabadelvű Párt

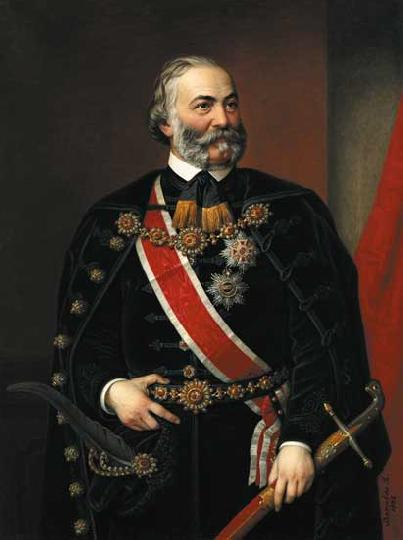
Gorove István a második elnök
(1875. október 20. – 1881. május 31.)

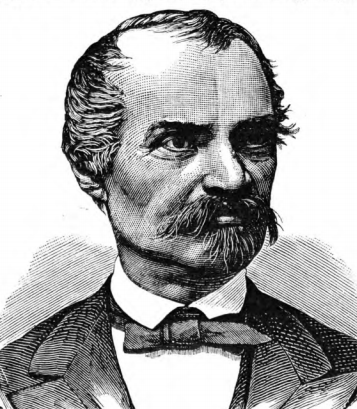
Vizsolyi Gusztáv a harmadik elnök
(1881. május 31. – 1889. február 9.)

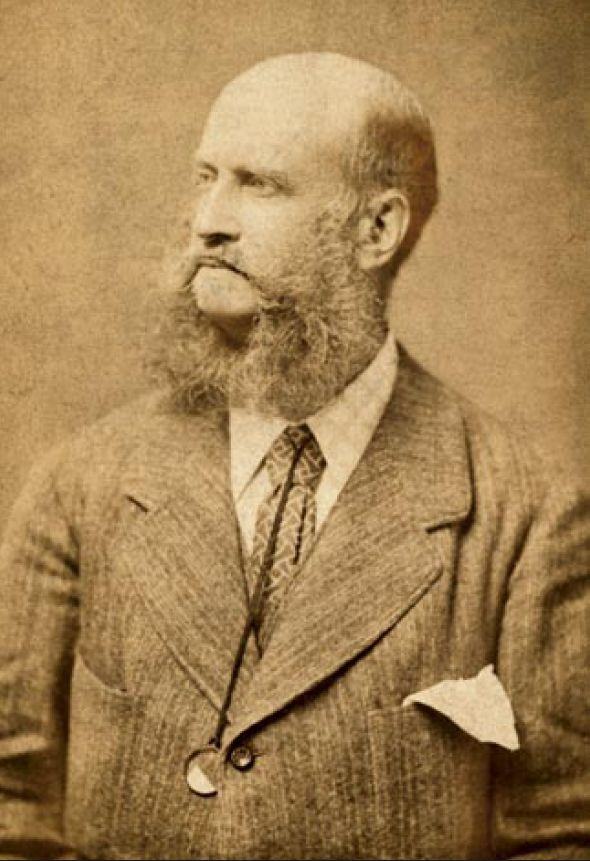
Podmaniczky Frigyes a párt utolsó elnöke
(1889. február 9. – 1906. április 11.)

A Szabadelvű Párt magyarországi liberális párt volt a dualizmus korában. Fennállása során az 1905-öst kivéve minden választást megnyert, kereken 30 évig kormányozta az országot. Bukása majd másfél évig húzódó súlyos belpolitikai válságot, illetve saját megszűnését eredményezte.

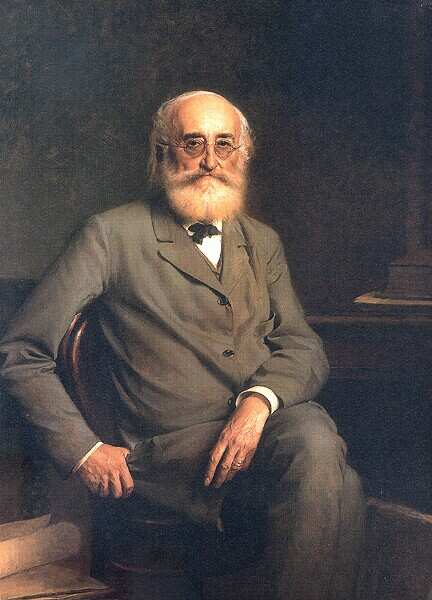
Tisza Kálmán a párt első elnöke
(1875. március 1. – 1875. október 20.)

## Története

### Kezdetek
1875. március 1-jén alakult a korábbi, Deák Ferenc vezette Deák-párt és a Tisza Kálmán vezette Balközép Párt fúziójából. Első elnöke is Tisza Kálmán lett. Politikáját értelemszerűen a kiegyezés szelleme és értékrendszere hatotta át.

### A kormánypárt
Az 1875-ös választások nyerteseként (ahol a mandátumok 80,43%-át, 333 helyet söpörtek be a 414-ből) a párt Wenckheim Béla vezetésével megalakíthatta első kormányát, ami azonban nem volt hosszú életű, még azon év októberében lemondott. Helyette az addig pártelnök és belügyminiszter Tisza Kálmán alakította meg saját kormányát, ami azóta is a legsikeresebb ilyen volt; négy egymást követő választást nyerve megszakítás nélkül 1875 és 1890 között volt hatalmon. Tiszát kinevezésekor Gorove István váltotta a pártelnöki tisztségben. Tisza egyfelől a kompromisszumok embere volt, másfelől azonban párttársaitól vasfegyelmet követelt, illetve mindent és mindenkit az irányítása alatt akart tudni (ezért kapta a gúnynevét is: „generális”) ami hamar kormány-, majd pártszakadáshoz is vezetett; Simonyi Lajos addigi földmívelés-, ipar-, és kereskedelemügyi miniszter 1876. augusztus 21-én lemondott és még a tavasszal, illetve azóta a főleg a kiegyezés értelmében tízévente kötelezően megújítandó gazdasági kiegyezés körüli viták miatt kilépett, összesen mintegy 70 képviselőtársával együtt megszervezte a Független Szabadelvű Pártot, aminek első elnöke lett. A viták indulatosságát jól jellemezte, hogy egy ízben, 1877. február 7-én Tisza a lemondását is benyújtotta, amit a király el is fogadott, azonban február 25-én végül is megegyezés született és a miniszterelnök kormányával együtt a helyén maradt.
Szintén 1876-ban került sor a történelmi Magyarország átfogó közigazgatási újraszervezésére; az 1876-os vármegyerendezés során az ország teljes területét 65 vármegyébe szervezték át, felszámolva minden korábbi (régiók, székek, kerületek stb.) közigazgatási egységet, formát és szokást, egyúttal egységesítve is azokat. Ez a rendszer Abaúj és Torna vármegyék 1881-es egyesülésével elnyerte végső (de facto 1918-ig, de jure 1923-ig tartó) formáját. A közigazgatási reform Királyföld addigi kvázi-egységének felszabdalásával és határai megszüntetésével (gyakorlatilag területi és kulturális autonómiájának felszámolásával) kiváltotta az erdélyi szászok haragját, egyúttal pedig beindította önálló politikai mozgalmukat, ami a Szász Néppárt megalakításában csúcsosodott ki.
1878-ban a kiegyezés értelmében tízévente kötelezően megújítandó gazdasági kiegyezés Magyarország számára kedvezőtlenebb megújítása, valamint Bosznia és Hercegovina okkupációja ismét számos tagot távolított el a párttól, illetve késztetett kilépésre. Utóbbiak Szilágyi Dezső vezetésével a pártot korábban elhagyókkal (Független Szabadelvű Párt), illetve még a Deák Párt és a Balközép Párt fúziójakor főleg a Deák Pártból kiváltak egy részével (a Jobboldali Ellenzékkel) egyesülve Egyesült Ellenzék néven új formációt alakítottak az Országgyűlésben, amit Szilágyiék csatlakozásával országos párttá szerveztek és csakhamar Mérsékelt Ellenzékre változtatták a nevüket.
1880-ban a további közigazgatási reformok körüli viták hevében Grünwald Béla, a Szabadelvű Párt egyik legnagyobb tekintélyű jogász képviselője is kilépett és a Mérsékelt Ellenzékhez csatlakozott.
Az 1881-es választásokon a kormánypárt tovább gyengült, igaz ezúttal csak négy helyet vesztettek, amivel továbbra is abszolút többséget (56,90%) alkottak az Országgyűlésben.
A tiszaeszlári perrel kapcsolatban a párt elítélte az antiszemita vádakat, a kormány pedig a karhatalmat is bevetette a kedélyek csillapítására, illetve féken tartására. A per (pontosabban a felmentő ítélet) hatására 1883 végén alakult Országos Antiszemita Párthoz más pártokhoz hasonlóan néhány szabadelvű párti is csatlakozott a parlamentben, illetve azon kívül. Részben az események hatására a kormány 1884-ben kidolgozta és elfogadtatta a parlamenttel a zsidók és keresztények közötti házasságot engedélyező törvényt.
Az 1884-es választásokon ismét egy hellyel kevesebbet szereztek, mint három éve, de az abszolút többség (56,52%) megmaradt.
Az 1879. évi állampolgársági törvény értelmében 1889. december 20-án magyar állampolgárságát elvesztő Kossuth Lajos (és köre), illetve a csakhamar a teljes dualizmuskori Magyarország egyik legneuralgikusabb pontjává vált, évente megújítandó véderőtörvény körüli viták miatt kezdődött utcai tüntetések lenyugtatása végett a Tisza-kabinet lemondani kényszerült, amit részben sikerült úgy beállítani, mintha az Kossuth állampolgárságának megvonásával szembeni tiltakozásul történt volna (a kabinetet valójában nem foglalkoztatta a kérdés).
A helyébe alakult Szapáry-kormány 1890-ben egyezségre jutott a Szász Néppárttal, ami a(z erdélyi) németajkú lakossággal szembeni magyarosítás leállításáért, a névmagyarosítás emblematikus figuráinak (Bánffy Dezső, Bethlen Gábor) hivatalukból elmozdításáért, valamint Fogaras és Szeben vármegye (utóbbi egyben a szászok ispánja is) élére, illetve egyéb, a szászok számára fontos pozíciókba szász politikusok kinevezéséért cserébe 1890. június 17-én beolvadt a Szabadelvű Pártba. (keménymagjuk továbbra is kormány-, illetve Monarchia-ellenes maradt, ők később Erdély Romániához csatolása mellett voksoltak 1918-ban Királyföld egyesítésének reményében, ám az sosem történt meg)
Az 1890-es években kezdődött meg az állam és az egyház szétválasztása. Wekerle Sándor első kormányának nevéhez fűződik a (kötelező) polgári házasság intézményének bevezetése (1894. évi XXXI. törvénycikk), az izraelita vallás törvényes elismerése (1895. évi XLII. törvénycikk) a szabad vallásgyakorlás megerősítése és törvénybe foglalása () és még számos egyéb vallási reform. Az intézkedések a magyar katolikus egyház, illetve a mélyen hívő politikusok és emberek körében komoly tiltakozást váltottak ki, többek között ennek hatására alakult Prohászka Ottokár kezdeményezésére 1894 végén, vagy 1895 elején a Katolikus Néppárt is, illetve lépett ki a Szabadelvű Pártból Atzél Béla és Tibád Antal vezetésével összesen 38 képviselő, az úgynevezett „púroszok” (a latin purus szó jelentése „tiszta, becsületes”).
1898-ban a kaotikus bécsi politikai állapotok miatt (az ellenzék obstrukciója gyakorlatilag megbénította nemcsak a törvényhozást, de egész Ausztriát) a tízévente kötelezően megújítandó gazdasági kiegyezés aláírása és beiktatása osztrák részről lehetetlennek tűnt. Az ekkor hivatalban lévő Bánffy-kormány a pénzügyminiszter Lukács László vezetésével kidolgozott egy törvényjavaslatot, aminek 5. §-a a kiegyezés egyik paragrafusára hivatkozva kimondta az osztrák-magyar gazdasági kiegyezés egyoldalú, ideiglenes meghosszabbítását 1903-ig az addig elfogadott módosításokkal, de újítás nélkül. A királyi és császári család népszerű üdülőhelye, Ischl után ischli klauzula néven gúnyolt és elhíresült paragrafus, illetve a pártkérdéssé tett Tisza István-féle véderőjavaslat, amik ellen az ellenzék sikeresen szervezett országos sztrájkokat és demonstrációkat, együttesen megbuktatták Bánffyt, illetve kisebb szakadáshoz vezettek a párton belül, ahonnét mintegy harminc képviselő távozott, köztük például Csáky Albin és Szilágyi Dezső.
Még 1889-ben választották meg Podmaniczky Frigyest a Szabadelvű Párt elnökévé, aki a tisztséget pártja megszűnéséig viselte.
A Bánffy György bukását kiváltó közhangulatot és a kormány-ellenzék kapcsolatokat jól jellemezte, hogy 1899 decemberében a még hivatalban lévő miniszterelnök  és az ellenzéki Nemzeti Párt elnöke, Horánszky Nándor kis híján párbajt is vívtak egymással, ami csak azért maradt el, mert annak megnevezésében sem tudtak megegyezni. Bánffy 1899-es távozását a kormány éléről, majd a pártból Széll Kálmán kormányzása követte, aki ügyes manőverei révén több korábban kilépett politikust is visszacsábított, mi több a Nemzeti Párt is teljes egészében beolvadt a Szabadelvű Pártba 1900-ban. Őket a Széllt váltó Tisza István extrém erőszakos politikája 1903 novemberében kilépésre és a Nemzeti Párt újjáalakítására késztette.

### Bukás és megszűnés
Tisza István az országgyűlés addigi elnöke 1903. november 3-án megalakíthatta első kormányát. A parlamentet addig nem egyszer erőszakos módon irányító Tisza országos hatalomra jutásával példátlan módon polarizálta a korabeli közvéleményt. Erőszakos módon oszlatta fel az 1904-es országos vasúti sztrájkokat, majd szűkebb hazájában, Bihar vármegyében brutálisan szétveretett egy szocialisták által szervezett gazdagyűlést, ami harminchárom halálos áldozatot és több, mint száz sebesültet hagyott maga után. Szintén ebben az évben (de nem először) erőszakkal letörette az ellenzéki obstrukciót. A Daniel Gábor által benyújtott házszabály-módosító javaslat mellett Tisza mondott beszédet, majd Perczel Dezső házelnök – a házszabály megsértésével – azonnali szavazást rendelt el és állítólag egy zsebkendő meglengetésével adott jelet párttársainak arra, hogy mikor szavazzanak. A „zsebkendőszavazásként” elhíresült eset hatására verekedés tört ki a teremben, aminek keretében az ellenzéki képviselők szétverték a tisztelt ház bútorzatának egy részét. A jelenet láttán, hallatán számos prominens politikus hagyta el a szabadelvűeket, mint például Széll Kálmán, vagy ifj. Andrássy Gyula, egyúttal pedig az addig tagolt ellenzéket tökéletes egységfrontba tömörítette.
Az ily módon szövetkezett ellenzékkel szemben a szabadelvűek 1905-ös választásokon elszenvedett veresége súlyos belpolitikai válságot eredményezett, aminek egyik következményeként a Szabadelvű Párt 1906. április 11-én, alig két héttel az 1906-os választások előtt jogutód nélkül feloszlott.
Korábbi tagjainak egy része Tisza István vezetésével Nemzeti Társaskör néven alapított politikai szervezetet, mely az Országos Alkotmánypárttal egyesülve 1910-ben párttá alakult és (Berzeviczy Albert javaslatára) felvette a Nemzeti Munkapárt nevet. Az új formáció megnyerte – az első világháború kitörése miatt – utolsó dualista magyarországi, 1910-es választásokat és egészen Tisza István második kormányának lemondásáig (1917) irányította az országot, noha abszolút parlamenti többsége az őszirózsás forradalomig (1918) megmaradt.

## Elnökök
- 1875. március 1. – 1875. október 20.: Tisza Kálmán
- 1875. október 20. – 1881. május 31.: Gorove István
- 1881. május 31. – 1889. február 9.: Vizsolyi Gusztáv
- 1889. február 9. – 1906. április 11.: Podmaniczky Frigyes

## Országgyűlési választási eredményei
| Választások | Mandátumok | Mandátumok | Mandátumok | Parlamenti szerepe |
| Választások | száma      | aránya     | +/–        | Parlamenti szerepe |
| ----------- | ---------- | ---------- | ---------- | ------------------ |
| 1875-ös     | 333        | 80,43%     | Új         | kormánypárt        |
| 1878-as     | 239        | 58%        | –96        | kormánypárt        |
| 1881-es     | 235        | 57%        | –4         | kormánypárt        |
| 1884-es     | 234        | 56,52%     | –1         | kormánypárt        |
| 1887-es     | 263        | 63%        | +29        | kormánypárt        |
| 1892-es     | 243        | 58,84%     | –20        | kormánypárt        |
| 1896-os     | 290        | 70,21%     | +47        | kormánypárt        |
| 1901-es     | 277        | 67,07%     | –13        | kormánypárt        |
| 1905-ös     | 159        | 38,50%     | –118       | ellenzék           |

## További irodalom
- Pölöskei Ferenc: A szabadelvű párt fényei és árnyai, Budapest, 2010 ISBN 9789639862180